# アドルフ・パイヒル
アドルフ・パイヒル（ドイツ語: Adolf Peichl、1917年12月8日 - 1969年6月4日）は、オーストリアの軍人。最終階級は親衛隊予備役少尉。第二次世界大戦では携行可能な火器を用いて11両の戦車を撃破する戦果を上げ、ドイツ十字章や騎士鉄十字章など多くの勲章を受けた。

## 経歴
パイヒルは1917年12月8日にオーストリア＝ハンガリー帝国ウィーンに生まれた。1938年に武装親衛隊に入隊。第2SS装甲師団のもと1939年のポーランド侵攻に参戦し、続くフランスの戦いにも加わっている。
1941年のバルバロッサ作戦では一級、二級鉄十字章を受章している。また、その後の東部戦線での戦闘を受け、パイヒルは1943年9月にドイツ十字章を、1ヵ月後には59日間に渡り行われた攻防戦を評価されて白兵戦章金章を受章した。
1944年6月に連合国がノルマンディー上陸作戦を行うと、パイヒルの所属する第2SS装甲師団はこれを食い止めるため前線に配備された。この時第4中隊の司令官だった彼は、連合軍と激戦を交わしている。この戦いをオットー・ヴァイディンガー親衛隊中佐に評価された彼は、ヴァイディンガーによる推薦で騎士鉄十字章を受章した。
パイヒルは親衛隊士官学校を卒業してないが、1944年11月9日に親衛隊予備役少尉へ昇進している。彼は大戦中重傷を負っており、その傷がもとで1969年6月4日に51歳で死去した。

## 叙勲
- 騎士鉄十字章 - 1944年10月16日[1]
- ドイツ十字章
  - ドイツ十字章金章 - 1943年9月16日[2]
- 白兵戦章
  - 白兵戦章金章 - 1943年10月26日
  - 白兵戦章銀章 - 1943年10月22日
  - 白兵戦章銅章 - 1943年10月22日
- 鉄十字章
  - 一級鉄十字章 - 1941年10月28日
  - 二級鉄十字章 - 1941年8月23日
- 戦車撃破章
- 1938年10月1日記念メダル
- 1941年/1942年東部戦線冬季戦記章 - 1942年8月30日
- 戦傷章
  - 戦傷章黒章 - 1941年8月23日
  - 戦傷章銀章 - 1943年3月1日
  - 戦傷章金章
- 歩兵突撃章
  - 歩兵突撃章銀章 - 1941年12月25日

## 昇進履歴
- 親衛隊二等兵
- 親衛隊上等兵 - 1939年11月1日
- 親衛隊兵長 - 1940年4月1日
- 親衛隊伍長 - 1940年9月1日
- 親衛隊曹長
- 親衛隊上級曹長
- 親衛隊予備役少尉 - 1944年11月9日